# Rudi Paret
Rudolf „Rudi“ Paret (* 3. April 1901 in Wittendorf bei Freudenstadt; † 31. Januar 1983 in Tübingen) war ein deutscher Orientalist, Semitist und Islamwissenschaftler. Er hatte von 1951 bis 1968 den Lehrstuhl für Semitistik und Islamkunde an der Universität Tübingen inne. Von Paret stammt die in Wissenschaftskreisen maßgebliche Übersetzung des Korans ins Deutsche.

## Leben und Wirken
Rudi Paret war eines von fünf Kindern des Wittendorfer evangelischen Pfarrers Wilhelm Paret und der Tübinger Uhrmacherstochter Maria Felicitas, geborene Müller (* 1869). Während seine älteren Brüder Karl und Alfred im Ersten Weltkrieg fielen, besuchte Rudi Paret ab 1916 theologische Seminare in Schöntal und Urach und studierte ab 1920 als Stipendiat des Tübinger Evangelischen Stifts evangelische Theologie an der Universität Tübingen. Bald wechselte er jedoch zur Orientalistik und promovierte 1924 bei Enno Littmann mit der Arbeit Sīrat Saif ibn Ḏhī Jazan. Ein arabischer Volksroman. 1926 habilitierte er sich in Tübingen für Orientalistik mit seiner Arbeit Der Ritter-Roman von ʿUmar an-Nuʿmān und seine Stellung zur Sammlung von Tausendundeine Nacht. Ein Beitrag zur arabischen Literaturgeschichte. Anschließend bekleidete er die Assistentenstelle an Littmanns Lehrstuhl in Tübingen.
Seine wissenschaftliche Karriere führte Paret 1930 an die Ruprecht-Karls-Universität Heidelberg, an der er zunächst einen Lehrauftrag übernahm. Im gleichen Jahr wurde er Mitglied der Deutschen Morgenländischen Gesellschaft. Im Jahre 1935 wurde er dort zum nicht-beamteten und 1939 zum beamteten außerordentlichen Professor ernannt, und 1940 mit der Vertretung auf dem Lehrstuhl für Semitistik und Islamkunde an der Universität Bonn beauftragt. Er war Mitglied des deutschchristlichen Instituts zur Erforschung und Beseitigung des jüdischen Einflusses auf das deutsche kirchliche Leben in Eisenach. Von 1941 an diente er als Dolmetscher für Arabisch im deutschen Afrikakorps und wurde zeitgleich Mitglied der Deutschen Gesellschaft für Islamkunde; anschließend geriet er in amerikanische Kriegsgefangenschaft, aus der er 1946 zurückkehrte. Im Jahre 1948 heiratete er Hanna Küppers (* 1911) aus Königsberg, eine Tochter von Walter Küppers.
Im Jahr 1951 kehrte er nach Tübingen zurück und folgte Enno Littmann auf den dortigen Lehrstuhl für Semitistik und Islamkunde. Im Sommersemester 1968 wurde er emeritiert. 1980 wurde er korrespondierendes Mitglied der Bayerischen Akademie der Wissenschaften.
Bekannt wurde Paret vor allem durch seine 1966 im Verlag W. Kohlhammer erstmals erschienene Koranübersetzung, die in der Wissenschaft bis heute die maßgebliche deutsche Übersetzung ist. Paret verwendete dabei zum ersten Mal Methoden, wie sie ihm aus der historisch-kritischen Forschung an der biblischen Überlieferung bekannt waren. Die Übersetzung ist mit wissenschaftlicher Präzision durchgeführt worden, worunter jedoch die Lesbarkeit für den Laien leidet. Die Mängel seiner Koranübersetzung sind dem Autor durchaus bewusst, schreibt er doch in seinem Vorwort:

„Die Übersetzung muß sich […] an die Wortfolge und Ausdrucksweise des arabischen Textes halten. Insgesamt ergibt sich so eine gewisse Uneinheitlichkeit. Flüssig formulierte Stellen lösen sich in scheinbar willkürlichem Wechsel ab mit solchen, die unbeholfen klingen und dazu auch schwer verständlich sind. Das muß in Kauf genommen werden.“

Obwohl Parets Übersetzung für wissenschaftliche Zwecke weitgehend unbestritten ist, hat sie auch Kritiker gefunden, darunter Stefan Wild und dessen Schüler Navid Kermani, die die Übersetzung für übermäßig „akribisch“ und damit für zu schwerfällig halten. Kermani kritisiert, Paret sehe in seinem Bemühen, den Sinn getreu wiederzugeben, von der Form ab: Dadurch sei seine Übersetzung, „gerade in ihrer ostentativen Genauigkeit, nicht nur schlecht, sie ist falsch, sie vermittelt eine falsche Idee vom Koran“. Der Islamwissenschaftler Hartmut Bobzin hingegen nennt Parets Übersetzung im Vorwort seines eigenen Buches Der Koran (Beck 2004) die „philologisch nach wie vor am besten begründete“, obwohl es die Übersetzung bis heute nicht gebe. Parets Werk werde in der internationalen Islamwissenschaft hoch geschätzt und sei neben den Übersetzungen von Adel Theodor Khoury und Friedrich Rückert zweifellos die derzeit maßgebliche. In seinem Buch Kommentar und Konkordanz zum Koran verzichtet Paret auf einen analytischen Sachindex, hauptsächlich aus zeitlichen Gründen.
Paret ist der Verfasser von mehreren Auflagen der Kleinen Arabischen Sprachlehre, einer arabischen Kurzgrammatik, die auf dem Werk von Ernst Harder beruht; „das kleine Buch soll ein praktisches und zuverlässiges Hilfsmittel sein für alle diejenigen, die sich in möglichst kurzer Zeit in die Grundzüge der arabischen Schriftsprache einarbeiten wollen“. Zuerst war er beteiligt an der 3. Auflage von 1938, zuletzt bearbeitete er die Grammatik bei der 10. Auflage 1964. Die 11. Auflage erschien unter dem Namen Harder und der Bearbeitung von Annemarie Schimmel. Seit der 13. Auflage sind Harder und Schimmel als Verfasser genannt.
Sein Nachlass befindet sich in der Universitätsbibliothek Tübingen.

## Veröffentlichungen (Auswahl)
- Sîrat Saif ibn Dhî Jazan. Ein arabischer Volksroman. Lafaire, Hannover 1924.
- Früharabische Liebesgeschichten. Ein Beitrag zur vergleichenden Literaturgeschichte (= Sprache und Dichtung. Heft 40). Haupt, Bern 1927.
- Der Ritter-Roman von 'Umar an-Nu’mân und seine Stellung zur Sammlung von Tausendundeine Nacht. Ein Beitrag zur arabischen Literaturgeschichte. Mohr Siebeck, Tübingen 1927.
- Die Geschichte des Islams im Spiegel der arabischen Volksliteratur (= Philosophie und Geschichte. Heft 13). Mohr Siebeck, Tübingen 1927.
- Die legendäre Maghâzi-Literatur. Arabische Dichtungen über muslimische Kriegszüge zu Mohammeds Zeiten. Mohr Siebeck, Tübingen 1930.
- Zur Frauenfrage in der arabisch-islamischen Welt (= Abhandlungen zur Orientalischen Philologie und zur allgemeinen Religionsgeschichte. Heft 8). Kohlhammer, Stuttgart 1934.
- mit Ernst Harder: Kleine Arabische Sprachlehre. Groos, Heidelberg 1938. (Zehnte Auflage 1964).
- Grenzen der Koranforschung (= Bonner Orientalische Studien. Heft 27). Kohlhammer, Stuttgart 1950.
- Der Islam und das griechische Bildungsgut (= Philosophie und Geschichte. Heft 70). Mohr Siebeck, Tübingen 1950.
- mit Anton Schall: Ein Jahrhundert Orientalistik. Lebensbilder aus der Feder von Enno Littmann und Verzeichnis seiner Schriften. Zum achtzigsten Geburtstag am 16. September 1955 zusammengestellt. Harrassowitz, Wiesbaden 1955.
- Mohammed und der Koran. Geschichte und Verkündigung des arabischen Propheten. Kohlhammer, Stuttgart 1957 (Zehnte Auflage 2008, ISBN 978-3-17-019874-6).
- Symbolik des Islam. Textband (= Symbolik der Religionen. Band 2). Hiersemann, Stuttgart 1958.
- als Herausgeber: Die Welt des Islam und die Gegenwart. Kohlhammer, Stuttgart 1961.
- Der Koran. Übersetzung von Rudi Paret. Kohlhammer, Stuttgart 1966 (Zwölfte Auflage 2014, ISBN 978-3-17-026978-1).
- Arabistik und Islamkunde an deutschen Universitäten. Deutsche Orientalisten seit Theodor Nöldeke. Steiner, Wiesbaden 1966.
- The Study of Arabic and Islam at German Universities. German Orientalists since Theodor Nöldeke. Steiner, Wiesbaden 1968.
- Der Koran. Kommentar und Konkordanz von Rudi Paret. Kohlhammer, Stuttgart 1971; 2. Auflage ebenda 1977; 7. Auflage ebenda 2005, ISBN 3-17-018990-5; 8. Auflage 2012, ISBN 978-3-17-022670-8. Weitere Auflage mit einem Vorwort sowie Nachträgen und Berichtigungen von Rudi Paret von Dezember 1979: Ansariyan Publication, Ghom 1981.
- Deutsche Orientalisten am Beispiel Tübingens. Arabische und islamkundliche Studien. Herausgegeben vom Orientalischen Seminar der Universität Tübingen. Erdmann, Tübingen/Basel 1974, ISBN 3-7711-0190-5.
- als Herausgeber: Der Koran (= Wege der Forschung. Band 326). Wissenschaftliche Buchgesellschaft, Darmstadt 1975, ISBN 3-534-05465-2.
- Der Koran. Verlag für Sammler, Graz 1979, ISBN 3-85365-039-2.
- Schriften zum Islam. Volksroman, Frauenfrage, Bilderverbot. Herausgegeben von Josef van Ess. Kohlhammer, Stuttgart 1981, ISBN 3-17-005981-5.
- Der Koran. Übersetzt, kommentiert und eingeleitet von Rudi Paret. Directmedia Publishing, Berlin 2001, ISBN 3-89853-146-5 (CD-ROM).